# A Billboard Hot 100 listavezetői 2023-ban

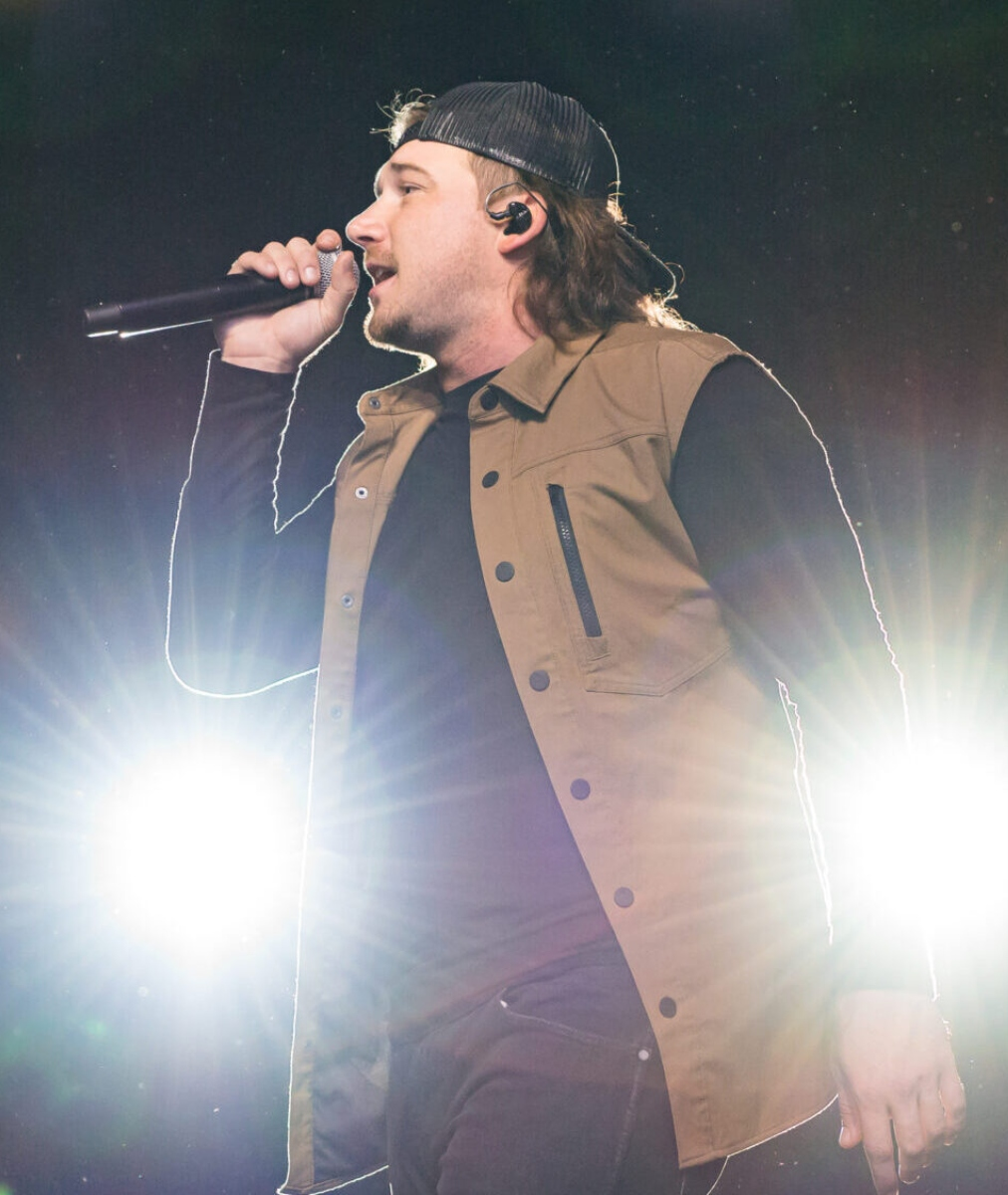
Morgan Wallen Last Night című dala tizenhat hetet töltött a lista élén. Egy ideig One Thing at a Time lemeze is első volt

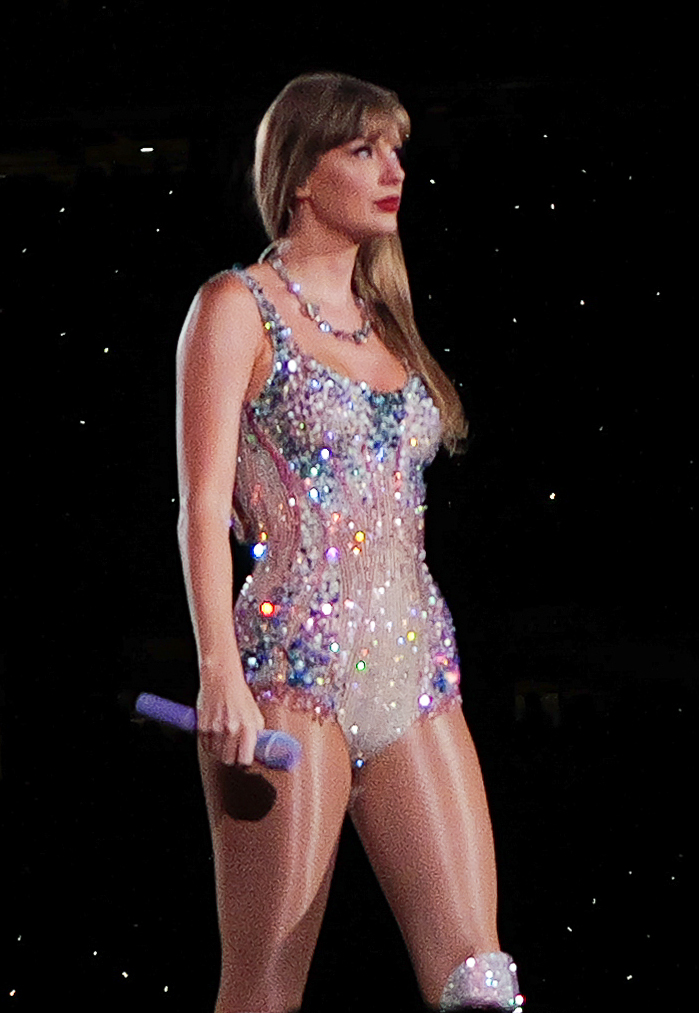
Taylor Swift három dala is listavezető lett: az Anti-Hero, a Cruel Summer és az Is It Over Now?, ezzel összesen már tizenegy első helyezett száma volt a lista történetében. Az utóbbi két dal kétszer is egymást váltotta a lista élén novemberben

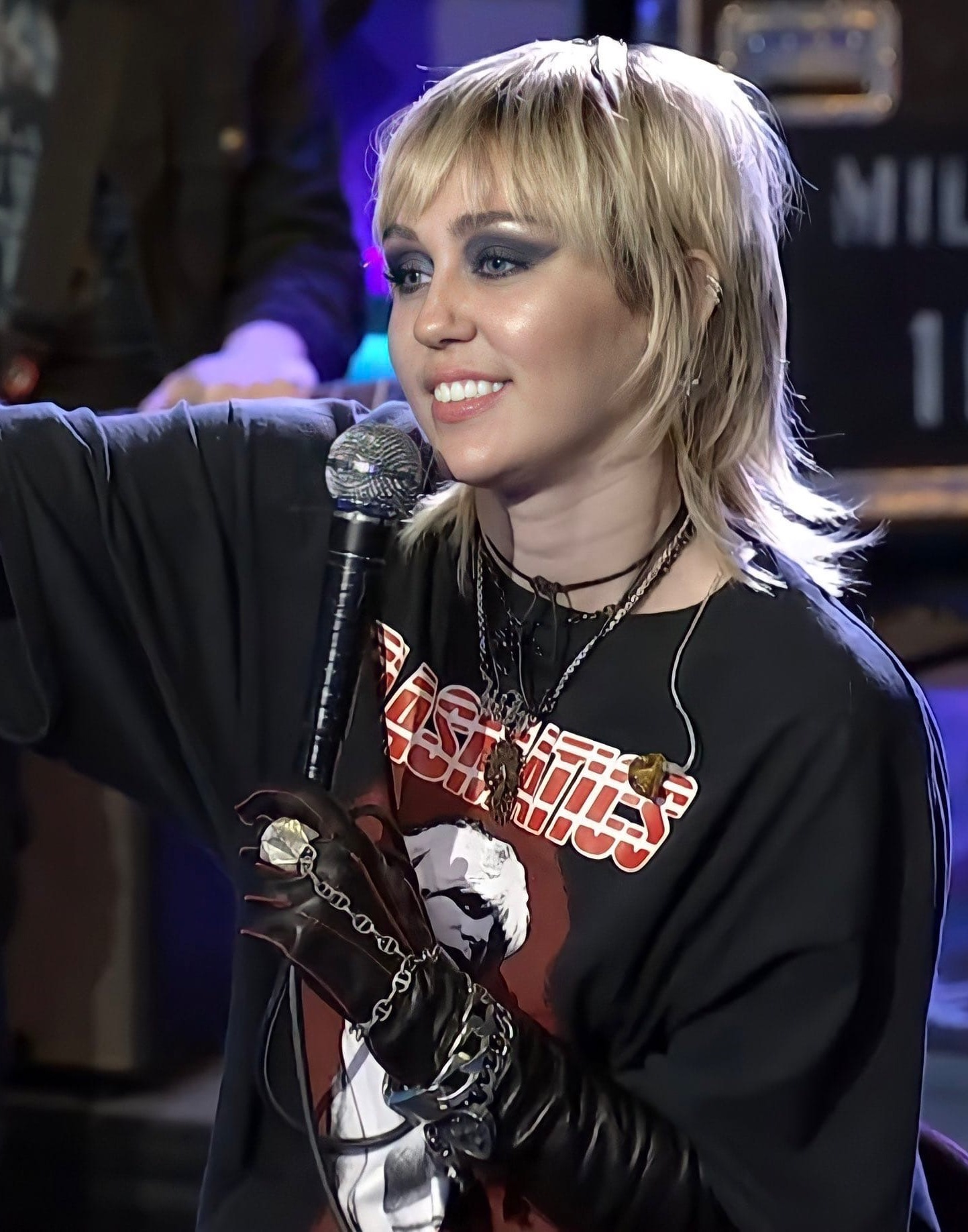
Miley Cyrus Flowers című dala nyolc hetet töltött a lista élén

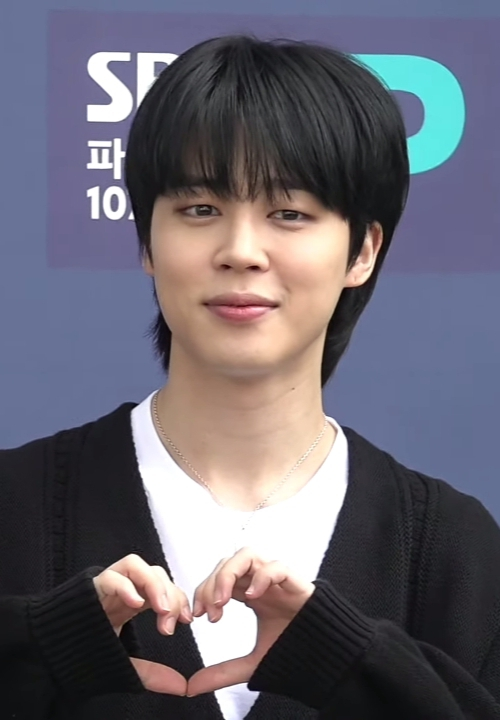
Csimin koreai énekes lett az első dél-koreai szólóelőadó, akinek dala elérte a lista élét

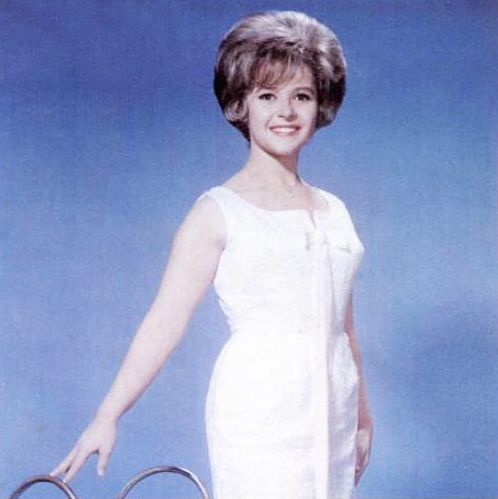
Brenda Lee a lista történetének legidősebb előadója lett, aki elérte az első helyet

A Billboard Hot 100 egy slágerlista, amely rangsorolja az Egyesült Államokban legjobban teljesítő kislemezeket. A streaming adatok, a digitális és fizikális eladások, illetve a rádiós teljesítmény alapján készült listát a Billboard magazin teszi közzé hetente, a Luminate Data adatait használva.
A legtovább listavezető dal az évben Morgan Wallen Last Night című száma volt, amit Miley Cyrus Flowers kislemeze követett nyolc héttel, amivel a legtöbb ideig listavezető női előadó által kiadott dal lett. Négy country-dal (Last Night, Try That in a Small Town, Rich Men North of Richmond, I Remember Everything) is elérte a lista élét ez évben, egymást követő hetekben elfoglalva az első helyet, a Hot 100 történetében először. Csimin lett az első dél-koreai szólóelőadó a lista történetében, akinek dala elérte az első helyet. Több, mint egy év elteltével lett ismét rapdal a lista élén, mikor Doja Cat Paint the Town Red száma szeptemberben elérte a csúcsot.
Tizennyolc előadó szerzett az évben listavezető dalt, akik közül Csimin koreai énekes, Morgan Wallen, SZA, Latto, Jungkook, Jason Aldean, Oliver Anthony, Zach Bryan, Kacey Musgraves és J. Cole is először érték el a slágerlista élét. Csak Taylor Swift szerzett három listavezető dalt az évben (az Anti-Hero, a Cruel Summer és az Is It Over Now?), míg SZA és Drake kettőt. Swift az utóbbi két dallal az első előadó lett, aki kétszer is saját magát váltotta a lista elején (2014-ben sikerült neki korábban a Blank Space és a Shake It Off dalokkal), majd harmadjára is megtette, mikor a Cruel Summer egy héttel később visszavette az első helyet.
Brenda Lee amerikai énekesnő a legidősebb előadó lett, kinek dala listavezető lett (78 éves), mikor a Rockin’ Around the Christmas Tree (1958) december 9-én első helyezett lett. Ezzel együtt a dal megdöntötte Mariah Carey All I Want for Christmas Is You számának rekordját, mint a dal, aminek a leghosszabb idő kellett az első hely eléréséhez, 65 év.

## Lista
| Az év legsikeresebb dala |

| No.  | Dátum          | Dal                               | Előadó(k)                                    | For.          |
| ---- | -------------- | --------------------------------- | -------------------------------------------- | ------------- |
| re   | január 7.      | All I Want for Christmas Is You   | Mariah Carey                                 | [ 9 ] [ 10 ]  |
| re   | január 14.     | Anti-Hero                         | Taylor Swift                                 | [ 11 ] [ 12 ] |
| re   | január 21.     | Anti-Hero                         | Taylor Swift                                 | [ 13 ] [ 14 ] |
| 1145 | január 28.     | Flowers                           | Miley Cyrus                                  | [ 15 ] [ 16 ] |
| 1145 | február 4.     | Flowers                           | Miley Cyrus                                  | [ 17 ] [ 18 ] |
| 1145 | február 11.    | Flowers                           | Miley Cyrus                                  | [ 19 ] [ 20 ] |
| 1145 | február 18.    | Flowers                           | Miley Cyrus                                  | [ 21 ] [ 22 ] |
| 1145 | február 25.    | Flowers                           | Miley Cyrus                                  | [ 23 ] [ 24 ] |
| 1145 | március 4.     | Flowers                           | Miley Cyrus                                  | [ 25 ] [ 26 ] |
| 1146 | március 11.    | Die for You                       | The Weeknd és Ariana Grande                  | [ 27 ] [ 28 ] |
| 1147 | március 18.    | Last Night                        | Morgan Wallen                                | [ 29 ] [ 30 ] |
| re   | március 25.    | Flowers                           | Miley Cyrus                                  | [ 31 ] [ 32 ] |
| re   | április 1.     | Flowers                           | Miley Cyrus                                  | [ 33 ] [ 2 ]  |
| 1148 | április 8.     | Like Crazy                        | Csimin                                       | [ 34 ] [ 4 ]  |
| re   | április 15.    | Last Night                        | Morgan Wallen                                | [ 35 ] [ 36 ] |
| re   | április 22.    | Last Night                        | Morgan Wallen                                | [ 37 ] [ 38 ] |
| 1149 | április 29.    | Kill Bill                         | SZA                                          | [ 39 ] [ 40 ] |
| re   | május 6.       | Last Night                        | Morgan Wallen                                | [ 41 ] [ 42 ] |
| re   | május 13.      | Last Night                        | Morgan Wallen                                | [ 43 ] [ 44 ] |
| re   | május 20.      | Last Night                        | Morgan Wallen                                | [ 45 ] [ 46 ] |
| re   | május 27.      | Last Night                        | Morgan Wallen                                | [ 47 ] [ 48 ] |
| re   | június 3.      | Last Night                        | Morgan Wallen                                | [ 49 ] [ 50 ] |
| re   | június 10.     | Last Night                        | Morgan Wallen                                | [ 51 ] [ 52 ] |
| re   | június 17.     | Last Night                        | Morgan Wallen                                | [ 53 ] [ 54 ] |
| re   | június 24.     | Last Night                        | Morgan Wallen                                | [ 55 ] [ 56 ] |
| re   | július 1.      | Last Night                        | Morgan Wallen                                | [ 57 ] [ 58 ] |
| re   | július 8.      | Last Night                        | Morgan Wallen                                | [ 59 ] [ 60 ] |
| 1150 | július 15.     | Vampire                           | Olivia Rodrigo                               | [ 61 ] [ 62 ] |
| re   | július 22.     | Last Night                        | Morgan Wallen                                | [ 63 ] [ 64 ] |
| 1151 | július 29.     | Seven                             | Jungkook, Latto közreműködésével             | [ 65 ] [ 66 ] |
| 1152 | augusztus 5.   | Try That in a Small Town          | Jason Aldean                                 | [ 67 ] [ 68 ] |
| re   | augusztus 12.  | Last Night                        | Morgan Wallen                                | [ 69 ] [ 70 ] |
| re   | augusztus 19.  | Last Night                        | Morgan Wallen                                | [ 71 ] [ 1 ]  |
| 1153 | augusztus 26.  | Rich Men North of Richmond        | Oliver Anthony                               | [ 72 ] [ 73 ] |
| 1153 | szeptember 2.  | Rich Men North of Richmond        | Oliver Anthony                               | [ 74 ] [ 75 ] |
| 1154 | szeptember 9.  | I Remember Everything             | Zach Bryan, Kacey Musgraves közreműködésével | [ 76 ] [ 3 ]  |
| 1155 | szeptember 16. | Paint the Town Red                | Doja Cat                                     | [ 77 ] [ 5 ]  |
| re   | szeptember 23. | Vampire                           | Olivia Rodrigo                               | [ 78 ] [ 79 ] |
| 1156 | szeptember 30. | Slime You Out                     | Drake, SZA közreműködésével                  | [ 80 ] [ 81 ] |
| re   | október 7.     | Paint the Town Red                | Doja Cat                                     | [ 82 ] [ 83 ] |
| re   | október 14.    | Paint the Town Red                | Doja Cat                                     | [ 84 ] [ 85 ] |
| 1157 | október 21.    | First Person Shooter              | Drake, J. Cole közreműködésével              | [ 86 ] [ 87 ] |
| 1158 | október 28.    | Cruel Summer                      | Taylor Swift                                 | [ 88 ] [ 89 ] |
| 1158 | november 4.    | Cruel Summer                      | Taylor Swift                                 | [ 90 ] [ 91 ] |
| 1159 | november 11.   | Is It Over Now?                   | Taylor Swift                                 | [ 92 ] [ 93 ] |
| re   | november 18.   | Cruel Summer                      | Taylor Swift                                 | [ 94 ] [ 95 ] |
| re   | november 25.   | Cruel Summer                      | Taylor Swift                                 | [ 96 ] [ 97 ] |
| 1160 | december 2.    | Lovin On Me                       | Jack Harlow                                  | [ 98 ] [ 99 ] |
| 1161 | december 9.    | Rockin’ Around the Christmas Tree | Brenda Lee                                   | [ 100 ] [ 7 ] |

## Listavezető előadók
| Helyezés | Ország           | Előadó          | Hetek száma |
| -------- | ---------------- | --------------- | ----------- |
| 1        | Egyesült Államok | Morgan Wallen   | 16          |
| 2        | Egyesült Államok | Miley Cyrus     | 8           |
| 3        | Egyesült Államok | Taylor Swift    | 7           |
| 4        | Egyesült Államok | Doja Cat        | 3           |
| 5        | Egyesült Államok | Oliver Anthony  | 2           |
| 5        | Egyesült Államok | Drake           | 2           |
| 5        | Egyesült Államok | Olivia Rodrigo  | 2           |
| 5        | Egyesült Államok | SZA             | 2           |
| 9        | Egyesült Államok | Jason Aldean    | 1           |
| 9        | Egyesült Államok | Zach Bryan      | 1           |
| 9        | Egyesült Államok | Mariah Carey    | 1           |
| 9        | Dél-Korea        | Csimin          | 1           |
| 9        | Dél-Korea        | Jungkook        | 1           |
| 9        | Egyesült Államok | Jack Harlow     | 1           |
| 9        | Egyesült Államok | J. Cole         | 1           |
| 9        | Egyesült Államok | Latto           | 1           |
| 9        | Egyesült Államok | Brenda Lee      | 1           |
| 9        | Egyesült Államok | Kacey Musgraves | 1           |
| 9        | Egyesült Államok | Ariana Grande   | 1           |
| 9        | Kanada           | The Weeknd      | 1           |